# Memorial Passatges a Walter Benjamin
El Memorial Passatges a Walter Benjamin és un bé immoble d'arquitectura i escultura d'interès històric, artístic i social situat en les proximitats del cementiri de Portbou (Alt Empordà), que forma part de l'Inventari del Patrimoni Arquitectònic de Catalunya.
El memorial a Walter Benjamin, que va ser inaugurat el 15 de maig de 1994, és una obra de Dani Karavan, i és un símbol de cultura i de pau, que estén el reconeixement a tots els éssers anònims que marxen a l’exili cercant la llibertat. Fou promogut per l'associació AsKI de Bonn i tingué des del primer moment el suport de la Presidència de la Generalitat de Catalunya i dels landers alemanys.

## Descripció
Consta de quatre elements integrats en el paisatgeː

### Primer passatge: el túnel
Un passadís en un pendent pronunciat amb 87 graons que porten de la placeta de l'entrada al cementiri fins al mar. És una estreta escala metàl·lica encaixada entre planxes de ferro rovellat de 2,35 m d'alçada en un corredor que, com un túnel, s'ha excavat en el pendent. Quan s'ha recorregut un 75% del trajecte, un vidre s'interposa en el camí i impedeix seguir la ruta. Al fons, un remolí de mar, tan proper com inaccessible. I al vidre, una cita que interpel·la el pes del passat i la memòria: "És una tasca més àrdua honorar la memòria dels éssers anònims que no la de les persones cèlebres. La construcció històrica es consagra a la memòria dels qui no tenen nom". Sota la cita, el nom de Walter Benjamin. Karavan va seleccionar aquesta cita de Benjamin del treballs preliminars de les tesis Sobre el concepte d'història (1940). A mesura que es baixa pel túnel, apareixen el mar i les muntanyes del Cap de Cervera. Cada 26 de setembre, data de la mort de Benjamin, l'ombra passa pel seu nom, que fa de signatura a la cita.

### Segon passatge: el mur
En pujar les escales del túnel un retall de cel blau suggereix la llibertat. Un camí de ferro recorda una via de tren que ens porta a un mur de pedres encastades en un marge. D'allà no es pot passar.

### Tercer passatge: L'olivera
Seguint pel camí de ronda que va a Colera, s'obre un camí costerut i rocallós que porta de l'esplanada del cementiri als altres elements del Memorial de Karavan, que queden al seu darrere. L'artista ha integrat la seva obra en aquest camí natural, que és el camí de l'entrada del darrere del cementiri, la de la part no catòlica. El camí aboca a una olivera vella de la vegetació autòctona on el destí, el vent i el sol, han gravat la seva petja en les formes sinuoses. Un arbre utilitzat reiteradament per Karavan com a signe de resistència de l'home i de reconciliació. L'estreta plataforma de pocs esglaons que hi ha al peu de l'olivera convida a detenir-se en el paisatge i observar l'olivera, els Pirineus i el Mediterrani. I al fons, la visió de l'antic pas fronterer. Aquest pas del Memorial reivindica un dels leitmotives de Karavan: "les oliveres haurien de ser les nostres fronteres", com ho va fer a la Biennal de Venècia de 1976,representant l'Estat d'Israel.

### Quart passatge: la plataforma fita dels passatges
El camí, estret i rocallós, porta a una petita esplanada amb una plataforma quadrada de 16 m2 amb un cub de pedra al mig que convida a la pausa. L'esplanada és oberta al mar i a l'horitzó. Tanmateix, una tanca metàl·lica de filferro, semblant a les que s'utilitzen als camps de concentració, s'interposa entre el caminant i l'horitzó, és la vella tanca del cementiri, que Karavan ha deixat intacta. Sobre el cub central, hom hi pot seure, escoltar el vent, els ocells, els trens, és un lloc per a la reflexió. El recorregut acaba al cementiri, on Benjamin és enterrat en una fosa comuna i en la tomba simbòlica de Walter Benjamin on es fan els actes oficials i on avui una placa recorda la darrera carta que va escriure en aquest població expressant la seva voluntat de morir-hi.

## Història
El filòsof Walter Benjamin després de set anys d'exili per diferents punts d'Europa arribà a Portbou. Les circumstàncies exactes de la seva mort, el 27 de setembre de 1940, es van poder aclarir gràcies a documentació recollida a l'Ajuntment de Portbou. Lisa Fittko en el seu llibre La meva travessa dels Pirineus (Barcelona: El Aleph, 1988), explica que va ajudar a passar la frontera pirinenca a nombrosos refugiats, i com va ser la seva travessa amb Walter Benjamin. La crònica més completa sobre la mort de Benjamin i sobre la recerca dels diferents documents es troba al llibre d'Ingrid i Konrad Scheurmann: Para Walter Benjamin i Nuevos documentos sobre la muerte de Walter Benjamin, edició en castellà, anglès i alemany, Bonn: AsKI i Inter Nationes, 1994.
Benjamin havia deixat París el juny de 1940, passà per Lourdes i a meitat de setembre arribà a Marsella, on tenia amics. Es trobà amb Hannah Arendt i el seu marit Heinrich Blücher, amb Arthur Koestler i amb Hans Fittko, vell conegut seu, que acabà amb les poques esperances que li quedaven de poder embarcar cap als Estats Units:
Walter Benjamin, a Portbou, va acabar amb set anys d'exili i amb la possibilitat d'un nou futur a Amèrica. Si al poble, la mort del viatger estranger es va anar tenyint de llegenda, per a altres, una fi lliurement escollida, passava a ser la més autèntica rebel·lió contra el terror nacionalsocialista per part de qui havia estat un dels pensadors més lúcids de la modernitat.